# Štulac (Vrnjačka Banja)
Pour les articles homonymes, voir Štulac.
Štulac (en serbe cyrillique : Штулац) est une localité de Serbie située dans la municipalité de Vrnjačka Banja, district de Raška. Au recensement de 2011, elle comptait 1 177 habitants.
Štulac est officiellement classé parmi les villages de Serbie.

## Démographie

### Évolution historique de la population
| 1948 | 1953 | 1961 | 1971 | 1981 | 1991  | 2002  | 2011  |
| ---- | ---- | ---- | ---- | ---- | ----- | ----- | ----- |
| 633  | 822  | 854  | 878  | 973  | 1 007 | 1 142 | 1 177 |

|  |